# Oligonychus ponmanaiensis
Oligonychus ponmanaiensis är en spindeldjursart som beskrevs av Karuppuchamy och Mohanasundaram 1987. Oligonychus ponmanaiensis ingår i släktet Oligonychus och familjen Tetranychidae. Inga underarter finns listade i Catalogue of Life.